# Francesco Arquati
Francesco Arquati (Filettino, 27 settembre 1810 – Roma, 25 ottobre 1867) è stato un patriota italiano, ucciso in combattimento con la moglie e un figlio.

## Biografia

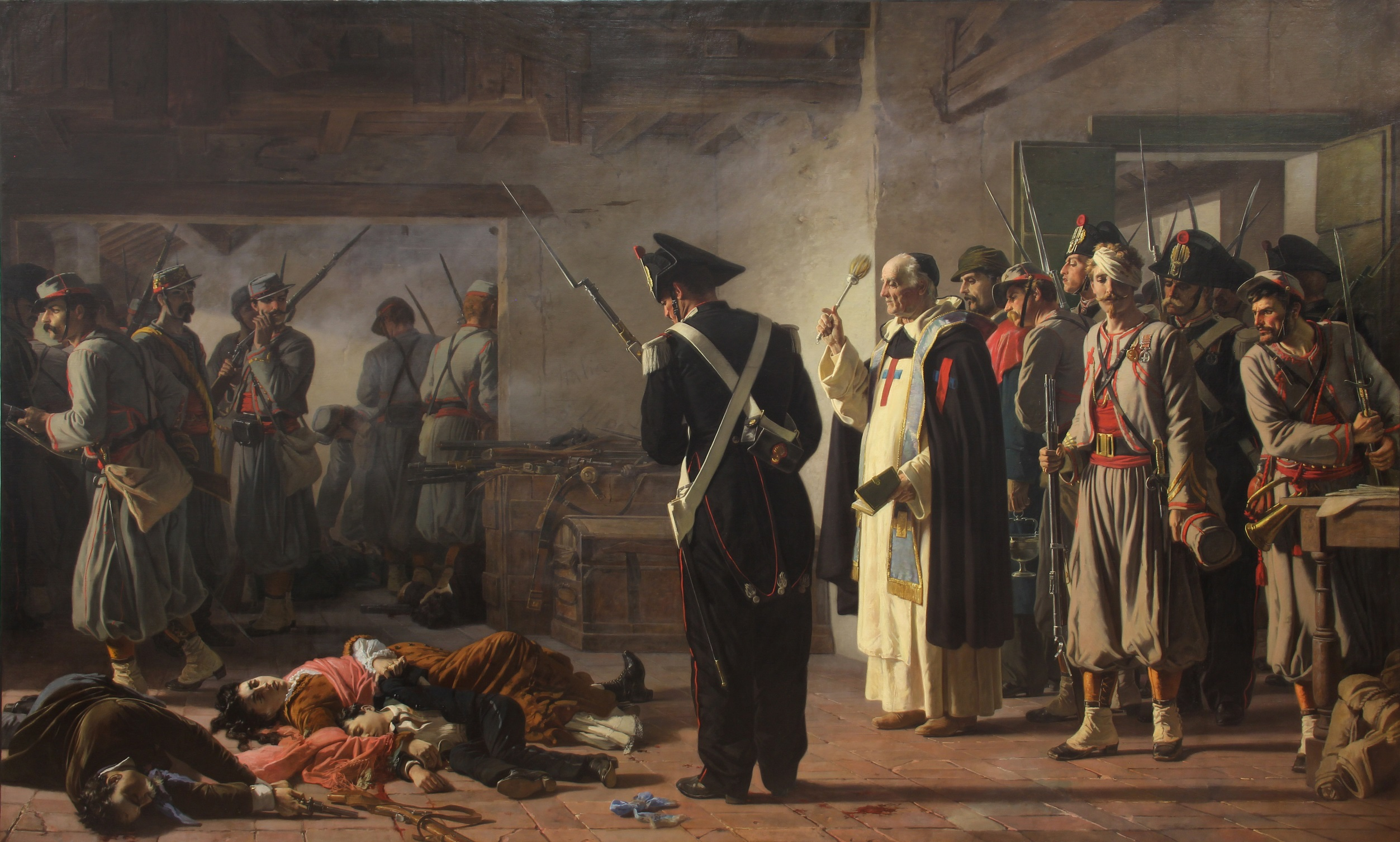
Carlo Ademollo, Eccidio del lanificio Aiani (1880), Museo del Risorgimento di Milano

Era nato in una famiglia di Filettino, una località di montagna dello Stato Pontificio al confine con il Regno delle Due Sicilie, figlio di Vincenzo e di Sinforosa. La famiglia era possidente di terre e di bestiame e Francesco Arquati divideva il suo tempo tra la campagna e la città di Roma. Nel 1844, nella parrocchia romana di san Crisogono, sposò Giuditta Tavani, figlia di Giustino Tavani, un commerciante di tessuti mazziniano. Dopo la caduta della Repubblica Romana i coniugi Arquati andarono in esilio a Venezia, per ritornare nello Stato Pontificio nel 1850. Francesco Arquati prese parte alla vita politica locale (fece parte del governo cittadino e nel 1851 fu compreso nella terna per la nomina a priore).
Affiliato all'Associazione italiana e probabilmente anche alla massoneria, dopo un periodo di permanenza a Subiaco, nel 1865 si trasferì con i familiari a Roma e trovò lavoro nel lanificio di Giulio Ajani, caposquadra dell'Associazione italiana. Il lanificio Ajani, in via della Lungaretta 97, nel rione romano di Trastevere, era il centro clandestino del moto insurrezionale che nell'ottobre 1867 doveva appoggiare l'ingresso a Roma della colonna comandata dai fratelli Cairoli; diretto da Francesco Arquati, nel 1867 fu trasformato in laboratorio clandestino per la preparazione di armi e munizioni. La mattina del 25 ottobre 1867 una quarantina di patrioti, di cui 25 romani, erano riuniti nella sede in attesa di un segnale per la rivolta. Fra loro c'erano Francesco Arquati con la moglie Giuditta, incinta del quarto figlio, e il figlio dodicenne Antonio. Verso le 12 e mezzo, una pattuglia di zuavi giunta da via del Moro attaccò la sede del lanificio. I congiurati cercarono di resistere al fuoco. In poco tempo, però, le truppe pontificie ebbero la meglio e riuscirono a farsi strada all'interno dell'edificio. Alcuni congiurati riuscirono a fuggire, mentre altri furono catturati. Sotto il fuoco zuavo rimasero uccisi: Francesco Arquati, la moglie Giuditta e il figlio Antonio, Paolo Gioacchini con i figli Giuseppe e Giovanni, Cesare Bettarelli, Giovanni Rizzo, Enrico Ferrochi, Rodolfo Donnaggio, Francesco Mauro e Augusto Domenicali.
I resti mortali dei caduti furono trasportati nel 1939 nel Monumento Ossario del Colle sul Gianicolo.